# Stuart River
Stuart River är ett vattendrag i Australien. Det ligger i delstaten Queensland, omkring 220 kilometer nordväst om delstatshuvudstaden Brisbane.
I omgivningarna runt Stuart River växer huvudsakligen savannskog. Trakten runt Stuart River är nära nog obefolkad, med mindre än två invånare per kvadratkilometer. Genomsnittlig årsnederbörd är 809 millimeter. Den regnigaste månaden är mars, med i genomsnitt 138 mm nederbörd, och den torraste är augusti, med 18 mm nederbörd.